# Metaphaena abyssinica
Metaphaena abyssinica är en insektsart som beskrevs av Victor Lallemand 1928. Metaphaena abyssinica ingår i släktet Metaphaena och familjen lyktstritar. Inga underarter finns listade i Catalogue of Life.